# Zástudánčí
Zástudánčí je národní přírodní rezervace ev. č. 530 poblíž obce Lobodice v okrese Přerov, jižně od tovačovských jezer. Oblast spravuje AOPK ČR Správa CHKO Litovelské Pomoraví. Důvodem ochrany je zachovalý lužní les u neregulovaného toku Moravy, bohaté ptačí hnízdiště. Jedná se o jediný dochovaný nezregulovaný úsek řeky na jejím středním a dolním toku.